# Phú Mỹ (thành phố)
Phú Mỹ là một thành phố cũ thuộc tỉnh Bà Rịa – Vũng Tàu, Việt Nam.

## Tên gọi
Thành phố được đặt tên theo thị trấn huyện lỵ huyện Tân Thành – thị trấn Phú Mỹ, vốn là một xã và một làng ở trong vùng. Làng Phú Mỹ bắt nguồn từ hai làng đã có từ thế kỷ 19 – Phú Thạnh và Mỹ Xuân. Năm 1934, Thống đốc Nam Kỳ ban hành Nghị định sáp nhập hai làng này thành làng mới đặt tên là Phú Mỹ.

## Địa lý

### Vị trí địa lý
Thành phố Phú Mỹ nằm ở phía tây tỉnh Bà Rịa – Vũng Tàu, có vị trí địa lý:
- Phía đông giáp thành phố Bà Rịa và huyện Châu Đức
- Phía tây giáp huyện Cần Giờ, Thành phố Hồ Chí Minh và huyện Nhơn Trạch, tỉnh Đồng Nai
- Phía nam giáp thành phố Vũng Tàu và vịnh Gành Rái
- Phía bắc giáp huyện Long Thành, tỉnh Đồng Nai.

Thành phố nằm dọc theo quốc lộ 51, cách Thành phố Hồ Chí Minh khoảng 60 km, cách thành phố Vũng Tàu khoảng 40 km và cách thành phố Bà Rịa khoảng 20 km.
Với vị trí địa lý thuận lợi nằm dọc theo sông Thị Vải - Cái Mép, nơi đây tập trung các khu công nghiệp, cụm cảng biển nước sâu của tỉnh và khu vực và là một trong những địa phương có tổng thu ngân sách dẫn đầu cả nước. Hiện nay, địa phương được định hướng phát triển các tổ hợp công nghiệp quy mô lớn, dịch vụ hậu cần và công nghệ cao.

### Điều kiện tự nhiên
Thành phố Phú Mỹ có diện tích tự nhiên là 333,84 km², dân số năm 2019 là 221.030 người.
Địa hình của thành phố tương đối bằng phẳng. Ở trung tâm và phía Đông Nam có hai khối núi Thị Vải và Núi Dinh với đỉnh cao nhất trên 450m. Phía tây và tây nam khu vực đầm lầy và rừng ngập mặn tiếp giáp với sông Thị Vải đổ ra vịnh Gành Rái.
Phía đông và đông bắc có địa hình bán trung du, với nhiều sông suối, ao hồ thủy lợi. Tiêu biểu là các hồ Đá Đen, Châu Pha, Suối Nhum.
Các sông suối tiêu biểu: suối Tiên, suối Đá, suối Nhum, sông Xoài.

## Hành chính
Thành phố Phú Mỹ có 10 đơn vị hành chính cấp xã trực thuộc, bao gồm 7 phường: Hắc Dịch, Mỹ Xuân, Phú Mỹ, Phước Hòa, Tân Hòa, Tân Hải, Tân Phước và 3 xã: Châu Pha, Sông Xoài, Tóc Tiên.

## Lịch sử
Con người đã sinh sống ở Phú Mỹ từ thời tiền sử. Tại các di chỉ Gò Cây Me, Gò Cá Sỏi (xã Tân Hòa, thị xã Phú Mỹ), các nhà khảo cổ đã tìm thấy nhiều di vật đồ gốm, đá và xương có niên đại khoảng 3.500 – 3.000 năm cách ngày nay.

Bản đồ hạt Bà Rịa năm 1881 cho thấy khu vực thị xã Phú Mỹ hiện nay tương ứng với các làng Mỹ Xuân, Phú Thạnh, Phước Hòa

Từ thế kỷ 1 đến thế kỷ 7, khu vực này thuộc vương quốc cổ Phù Nam, rồi sau đó bị sáp nhập vào lãnh thổ Chân Lạp.
Trong các thế kỷ 16-17, triều đình Chân Lạp bước vào thời kỳ suy vong do nội chiến và chia rẽ. Cuộc hôn nhân giữa vua Chey Chetta II và Công nữ Ngọc Vạn đã tạo điều kiện cho chúa Nguyễn lập đồn thu thuế và dựng dinh điền ở xứ Mô Xoài.
Do chiến tranh, nội loạn, từ thế kỷ 16-17, lưu dân Việt ở các vùng Thuận-Quảng và miền Trung Việt Nam đã di cư vào trong Nam. Nhiều người đã chọn định cư tại xứ Mô Xoài (Bà Rịa ngày nay) và lập các thôn, làng dọc theo các cửa sông, cửa biển. Trên khu vực Phú Mỹ ngày nay có các làng Phú Thạnh, Mỹ Xuân, Phước Hòa và nhiều thôn ấp rải rác trên quốc lộ 51.
Năm 1698, Lễ thành hầu Nguyễn Hữu Cảnh đi kinh lý, lập ra phủ Gia Định gồm 2 huyện Tân Bình và Phước Long. Khu vực Phú Mỹ khi đó thuộc tổng Phước An thuộc huyện Phước Long.
Đến năm 1808, khi các tổng trở thành huyện, thì Phú Mỹ nằm trong tổng Phước Hưng, huyện Phước An, Phủ Phước Long, thuộc Trấn Biên Hòa.
- Làng Phú Thạnh: có đình Phú Thạnh, sau đổi thành đình Phú Mỹ do hai làng Mỹ Xuân và Phú Thạnh sáp nhập thành làng Phú Mỹ.
- Làng Mỹ Xuân
- Đình thần Phước Hòa xây dựng năm 1852 thờ tướng Nguyễn Long Môn.

Khu vực phía Đông thị xã Phú Mỹ chủ yếu là vùng đất sinh sống của người Chơ ro, được xếp vào tổng An Trạch.
Sau khi chiếm Nam Kỳ Lục tỉnh năm 1864, Pháp chia vùng đất Bà Rịa thành các hạt thanh tra, sau đổi thành hạt tham biện. Huyện Phước An xưa đổi thành nằm trong hạt Bà Rịa. Trong đó, các làng ở phía tây thị xã Phú Mỹ nằm trong tổng An Phú Hạ của huyện này. Địa bàn
Ngày 30 tháng 8 năm 1866, hạt thanh tra Bà Rịa tiếp nhận 3 tổng: An Trạch, Long Cơ, Long Xương từ hạt thanh tra Bảo Chánh giải thể chuyển sang. Địa bàn của tổng An Trạch tương ứng với khu vực phía Đông thị xã Phú Mỹ ngày nay.

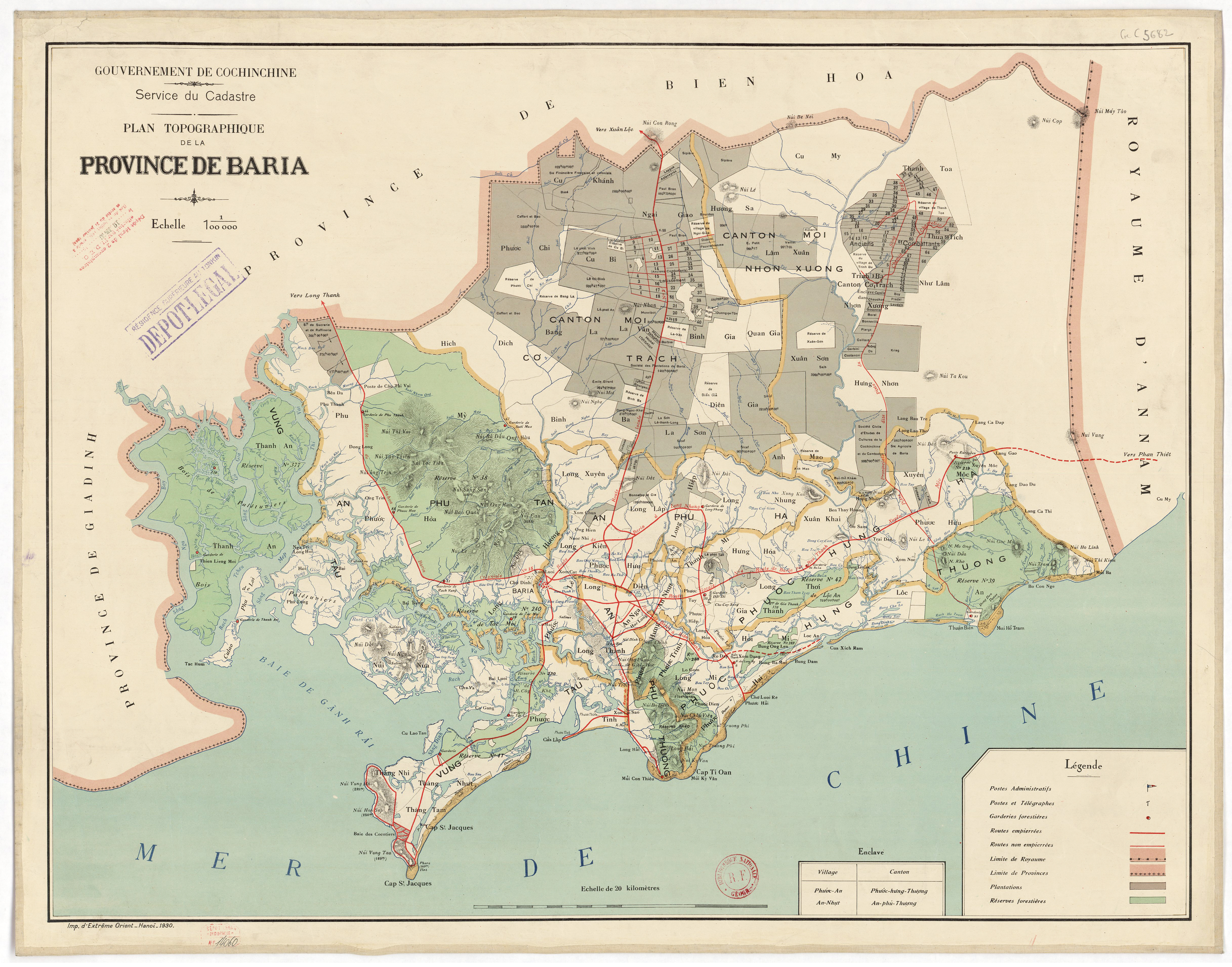
Bản đồ tỉnh Bà Rịa năm 1930. Có thể thấy các làng người Kinh ở phía Tây và làng Thượng ở phía Đông thị xã Phú Mỹ

Ngày 14 tháng 1 năm 1899, Thống đốc Nam kỳ cho thành lập làng Hội Bài từ ba ấp: Ngã Tư, Cái Đôi, Ba Gian của làng Long Hương. Ngoài ra, chính quyền cho nhập hai tổng An Trạch và Cơ Xương thành Cơ Trạch gồm 15 làng. Trong đó, có 3 làng Hắc Dịch, Phước Chỉ, Bằng La thuộc tổng Cơ Trạch có địa bàn ở khu phía đông thị xã Phú Mỹ ngày nay.
Như vậy khu vực Phú Mỹ khi đó có 4 làng : Mỹ Xuân, Phú Thạnh, Phước Hòa, Hội Bài, Hích Dịch, Phước Chỉ, Bằng La.
| Làng           | Dân số |  |
| -------------- | ------ |  |
| Tổng An Phú Hạ |        |  |
| Hội Bài        | 584    |  |
| Phước Hòa      | 739    |  |
| Phú Thạnh      | 405    |  |
| Mỹ Xuân        | ?      |  |
| Tổng Cơ Trạch  |        |  |
| Hích Dịch      | ?      |  |
| Bằng La        | ?      |  |
| Phước Chỉ      | ?      |  |

Ngày 22 tháng 1 năm 1934, Thống đốc lại cho sáp nhập hai làng Phú Thạnh và Mỹ Xuân thành làng Phú Mỹ thuộc tổng An Phú Tân. Như vậy về mặt hành chính, khu vực này chỉ còn 3 làng: Phú Mỹ, Phước Hòa và Hội Bài và các làng Hắc Dịch, Bằng La, Phước Chỉ ở tổng Cơ Trạch.
Tháng 10 năm 1956, chính quyền Việt Nam Cộng hòa lập tỉnh Phước Tuy gồm địa bàn tỉnh Bà Rịa và quần đảo Trường Sa. Vùng đất thị xã Phú Mỹ ngày nay tương ứng với tổng An Phú Tân, quận Châu Thành, tỉnh Phước Tuy. Tổng An Phú Tân gồm 4 xã : Phú Mỹ, Phước Hòa, Phước Lễ và Long Hương.
Những năm 1954–1956, chính quyền Ngô Đình Diệm đã đưa nhiều người di cư từ miền Bắc vào Nam. Nhiều cộng đoàn Công giáo đã được tái định cư tại các khu vực dọc theo quốc lộ 15 (tức Quốc lộ 51 ngày nay) hình thành nên các họ đạo Chu Hải, Láng Cát, Phước Lộc.
| Xã             | Số ấp | Dân số           |
| -------------- | ----- | ---------------- |
| Quận Long Lễ   |       |                  |
| Phú Mỹ         | 1     | 1.181            |
| Phước Hòa      | 10    | 4.853            |
| Quận Đức Thạnh |       |                  |
| Hắt Dịch       | 4     | không có số liệu |
| Tổng cộng      |       | 6.034            |

Ngày 23 tháng 12 năm 1961, quận Đức Thạnh được thành lập trên cơ sở bốn xã của tổng Cơ Trạch (gồm xã Hắc Dịch) tách từ quận Châu Thành.
Năm 1962, quận Châu Thành đổi tên thành quận Long Lễ. Từ lúc nay đến ngày thống nhất, khu vực này là các xã Phú Mỹ, Phước Hòa thuộc quận Long Lễ, và xã Hắc Dịch thuộc quận Đức Thạnh. Xã Hắc Dịch gồm các 4 ấp: Cây Dầu, Thống Nhất, Châu Pha, Lò.
Về phía Chính phủ Cách mạng lâm thời Cộng hòa miền Nam Việt Nam, khu vực thị xã Phú Mỹ được xếp vào huyện Châu Đức thành lập năm 1965 từ hai huyện Châu Thành và Đức Thạnh.
Với vị trí chiến lược, địa hình hiểm trở, nhiều hang động, sông, suối, Núi Dinh là địa bàn tranh chấp ác liệt giữa các bên tham chiến trong cuộc chiến tranh tại Việt Nam. Từ năm 1952, các lực lượng cách mạng của Thị ủy Bà Rịa, Tỉnh ủy Bà Rịa - Long Khánh, Thị ủy Vũng Tàu và Thành đoàn Sài Gòn - Gia Định đã lập căn cứ tại đây. Năm 1961, các lực lượng cách mạng còn xây dựng hệ thống địa đạo tại xã Hắc Dịch với tổng chiều dài 2.500 m nhằm bảo vệ lực lượng và lưu giữ vũ khí, lương thực. Các lực lượng quân sự thuộc Việt Nam Cộng hòa và Đồng minh đã mở hàng trăm trận càn quét, huy động nhiều vũ khí, hỏa lực tấn công nhưng không thể phá nổi các căn cứ ở khu vực này. Đến thời điểm đầu năm 1975, nơi đây là địa điểm tập kết quân lớn trong cuộc tổng tấn công mùa xuân năm 1975. Hiện nay các di tích cách mạng này đều đã được công nhận và xếp hạng.
Tháng 2 năm 1976, Chính phủ Cách mạng lâm thời Cộng hòa Miền Nam Việt Nam sáp nhập ba tỉnh gồm Biên Hòa, Phước Tuy và Long Khánh thành tỉnh Đồng Nai, đồng thời, các quận chuyển thành huyện. Hai quận Long Lễ và Đức Thạnh được hợp lại thành huyện Châu Thành, tỉnh Đồng Nai.

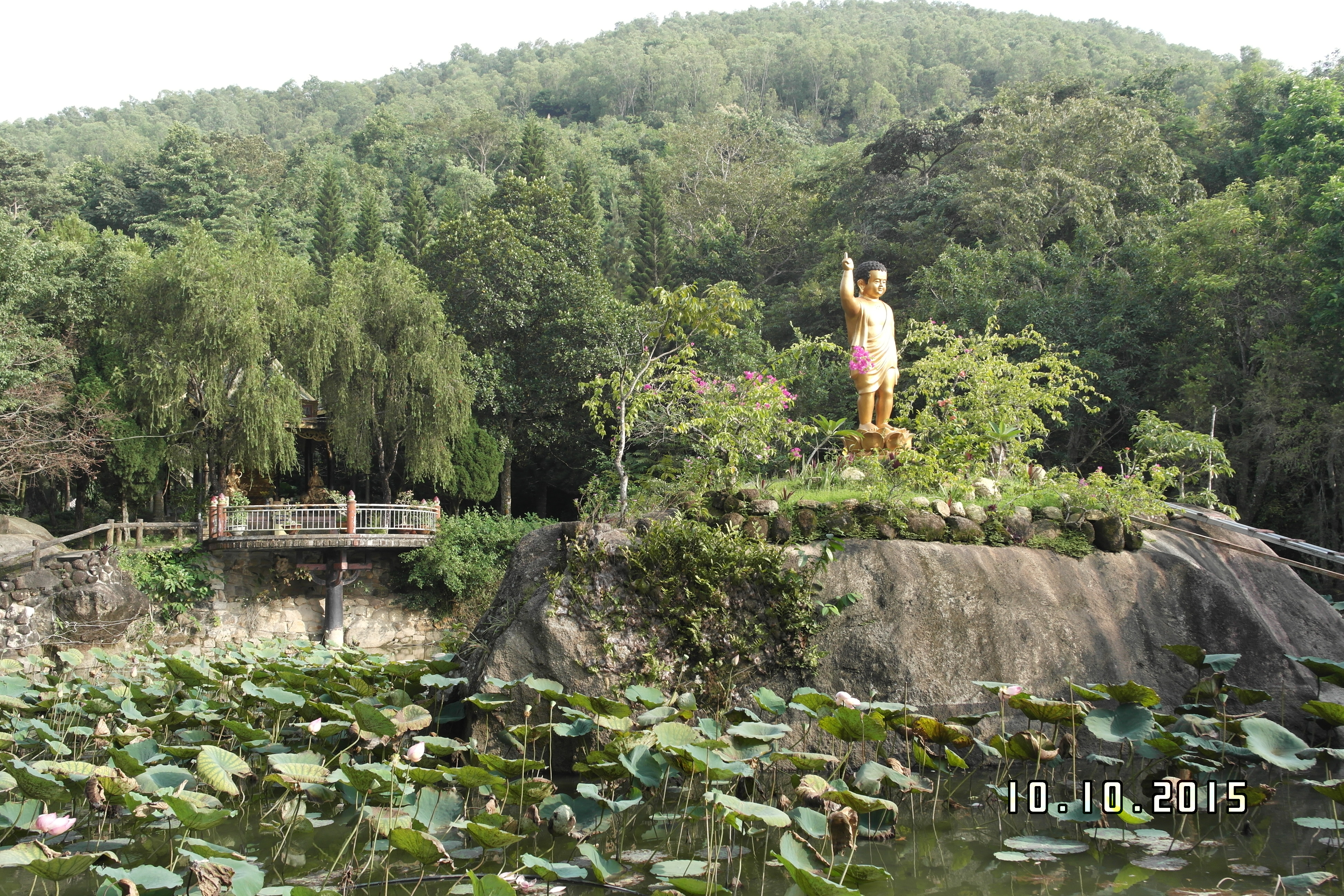
Khuôn viên chùa trên núi Tóc Tiên

Chính quyền huyện Châu Thành tập trung khắc phục hậu quả chiến tranh, phát động người dân về quê hương tổ chức khai hoang, ổn định sản xuất nông nghiệp. Về thủy lợi, huyện đã đầu tư xây dựng các công trình trọng điểm, như nạo vét kênh mương và xây dựng đập Sông Xoài (Châu Pha), đập sông Dinh (Bà Rịa). Thực hiện chủ trương hợp tác hóa nông nghiệp, huyện đã phát động chương trình làm ăn hợp tác xã. Đồng thời, huyện đã bố trí lực lượng lao động từ 4 xã dọc Lộ 51 và Bà Rịa đi kinh tế mới tại các vùng Châu Pha, Hắc Dịch sản xuất.
Ngày 8 tháng 12 năm 1982, Chính phủ tách xã Hắc Dịch và xã Long Hương để thành lập xã kinh tế mới lấy tên Châu Pha. Đồng thời, chia xã Phước Hòa thành 2 xã Phước Hòa và Hội Bài, và chia xã Phú Mỹ thành 2 xã Mỹ Xuân và Phú Mỹ.

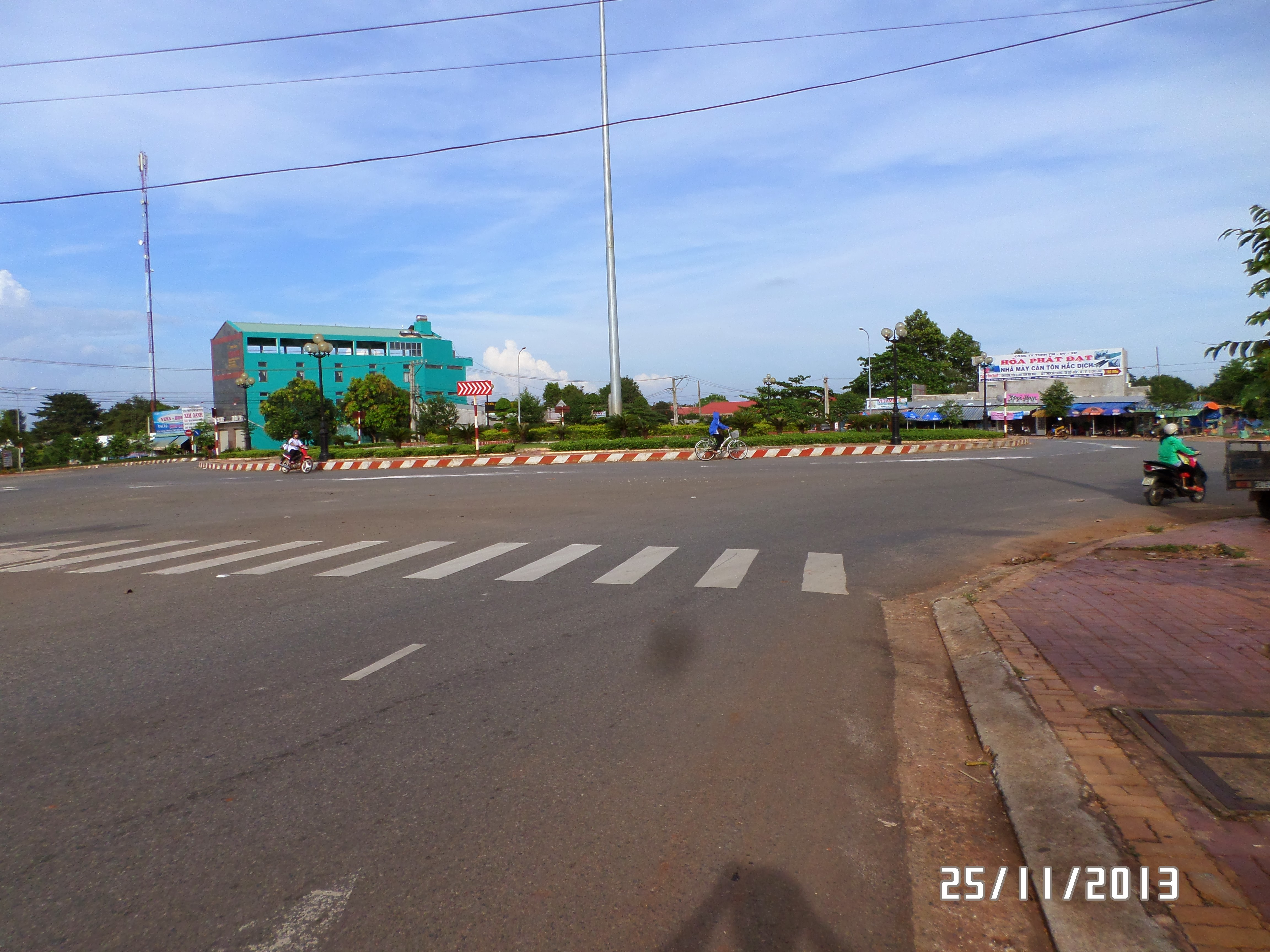
Vòng xoay trung tâm Hắc Dịch

Ngày 12 tháng 8 năm 1991, huyện Châu Thành thuộc tỉnh Bà Rịa – Vũng Tàu mới thành lập.
Ngày 2 tháng 6 năm 1994, Chính phủ ban hành Nghị định số 45-CP. Theo đó:
- Thành lập huyện Tân Thành trên cơ sở tách các xã Phú Mỹ, Hội Bài, Phước Hòa, Mỹ Xuân, Hắc Dịch, Châu Pha; khu kinh tế mới Tóc Tiên và 800 ha diện tích tự nhiên của thôn Phước Tân, thị trấn Bà Rịa thuộc huyện Châu Thành cũ
- Chuyển xã Phú Mỹ thành thị trấn Phú Mỹ (thị trấn huyện lỵ huyện Tân Thành)
- Chia xã Hắc Dịch thành 2 xã Hắc Dịch và Sông Xoài
- Thành lập xã Tóc Tiên trên cơ sở khu kinh tế mới Tóc Tiên.

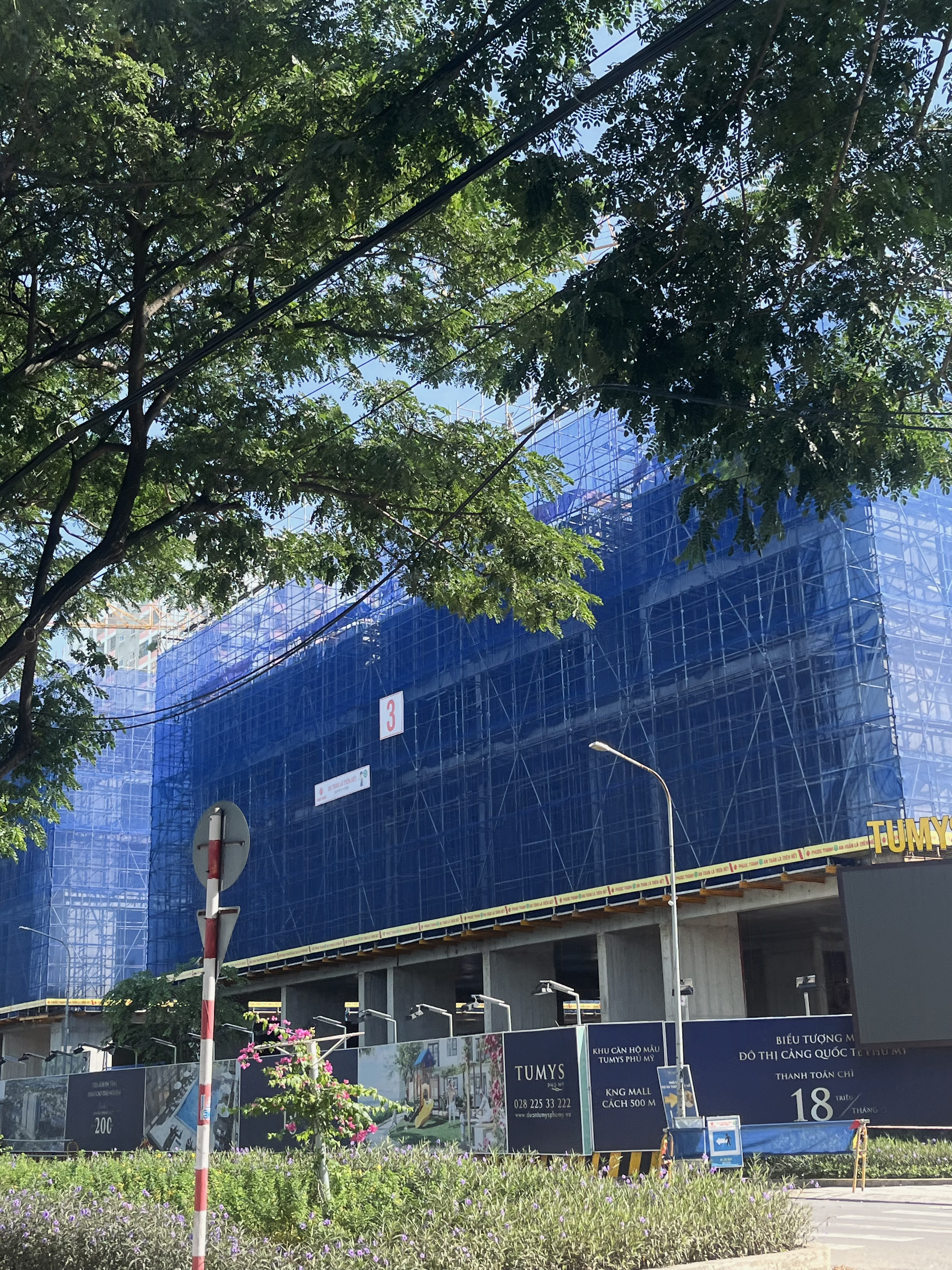
Một cao ốc tại thị trấn Phú Mỹ

Huyện Tân Thành có 8 đơn vị hành chính trực thuộc, gồm thị trấn Phú Mỹ và 7 xã: Châu Pha, Hắc Dịch, Hội Bài, Mỹ Xuân, Phước Hòa, Sông Xoài, Tóc Tiên.
Ngày 9 tháng 12 năm 2003, chia xã Hội Bài thành 2 xã: Tân Hải và Tân Hòa, chia xã Phước Hòa thành 2 xã: Phước Hòa và Tân Phước.
Ngày 7 tháng 10 năm 2013, Bộ Xây dựng ban hành Quyết định số 969/QĐ-BXD về việc công nhận thị trấn Phú Mỹ mở rộng là đô thị loại IV.
Đến năm 2017, huyện Tân Thành có 10 đơn vị hành chính cấp xã trực thuộc, bao gồm thị trấn Phú Mỹ (huyện lỵ) và 9 xã: Châu Pha, Hắc Dịch, Mỹ Xuân, Phước Hòa, Sông Xoài, Tân Hải, Tân Hòa, Tân Phước, Tóc Tiên.
Ngày 12 tháng 4 năm 2018, Ủy ban Thường vụ Quốc hội ban hành Nghị quyết số 492/NQ-UBTVQH14. Theo đó:
- Thành lập thị xã Phú Mỹ trên cơ sở toàn bộ diện tích và dân số của huyện Tân Thành.
- Chuyển thị trấn Phú Mỹ và 4 xã: Hắc Dịch, Mỹ Xuân, Phước Hòa, Tân Phước thành 5 phường có tên tương ứng.

Sau khi thành lập, thị xã Phú Mỹ có 333,84 km² diện tích tự nhiên và 175.872 người với 10 đơn vị hành chính trực thuộc, gồm 5 phường: Hắc Dịch, Mỹ Xuân, Phú Mỹ, Phước Hòa, Tân Phước và 5 xã: Châu Pha, Sông Xoài, Tân Hải, Tân Hòa, Tóc Tiên.

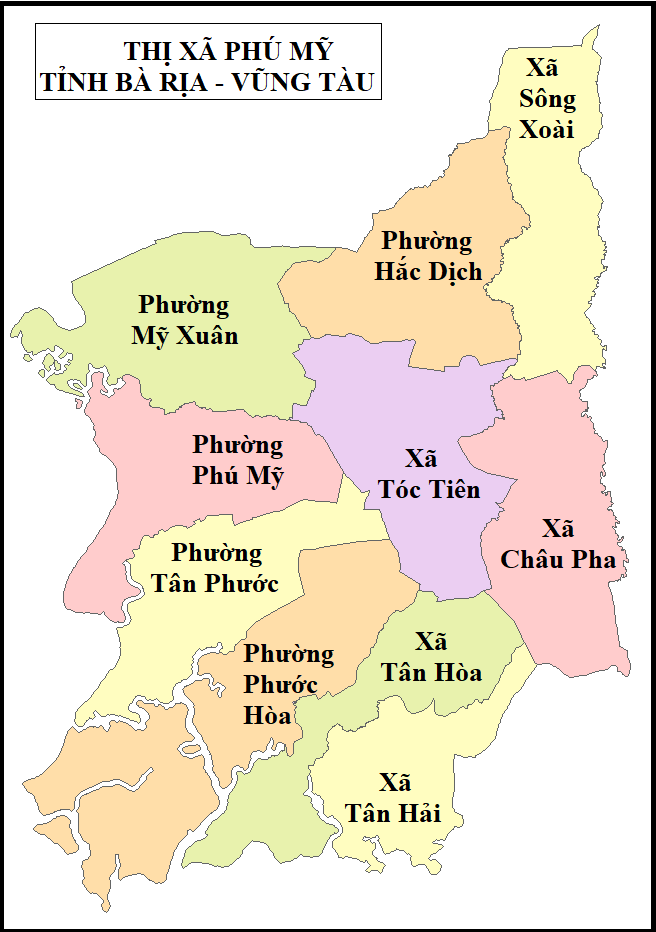
Bản đồ hành chính thành phố Phú Mỹ

Ngày 24 tháng 11 năm 2020, Bộ Xây dựng ban hành Quyết định số 1484/QĐ-BXD về việc công nhận thị xã Phú Mỹ là đô thị loại III trực thuộc tỉnh Bà Rịa – Vũng Tàu.
Ngày 15 tháng 1 năm 2025, Ủy ban Thường vụ Quốc hội ban hành Nghị quyết số 1365/NQ-UBTVQH15 về việc thành lập các phường thuộc thị xã Phú Mỹ và thành lập thành phố Phú Mỹ thuộc tỉnh Bà Rịa – Vũng Tàu (nghị quyết có hiệu lực từ ngày 1 tháng 3 năm 2025). Theo đó:
- Chuyển 2 xã Tân Hòa và Tân Hải thành 2 phường có tên tương ứng.
- Thành lập thành phố Phú Mỹ thuộc tỉnh Bà Rịa – Vũng Tàu trên cơ sở toàn bộ 333,02 km² diện tích tự nhiên diện tích và quy mô dân số là 287.055 người của thị xã Phú Mỹ.

Sau khi thành lập, thành phố Phú Mỹ có 7 phường và 3 xã như hiện nay.

## Kinh tế
Những năm 1992 trở đi, chính phủ Việt Nam bắt đầu quan tâm đầu từ cụm cảng biển Cái Mép - Thị Vải làm cảng nước sâu chiến lược của Việt Nam. Năm 2005, Thủ tướng chính phủ phê duyệt quy hoạch chi tiết cụm cảng này. Từ đó các dự án cảng biển và dịch vụ hậu cần lớn nhỏ tại Cái Mép đã được triển khai xây dựng, đem lại nhiều thay đổi chiến lược về hạ tầng và kinh tế - xã hội cho thị xã Phú Mỹ. Nhờ sự phát triển các khu công nghiệp và dịch vụ hậu cần cảng biển, doanh thu từ thuế và dịch vụ đã giúp cho huyện Tân Thành thay đổi từ diện mạo địa phương và chuyển dịch cơ cấu kinh tế - xã hội. Nếu như 1994, trên địa bàn huyện tỷ trọng công nghiệp chiếm 8,59%, dịch vụ 24,33% và nông nghiệp là 67,08% thì đến năm 2014, tỷ trọng công nghiệp đã chiếm 72%, dịch vụ 24,75% và nông nghiệp còn 3,25%. Những năm 2011 trở đi, huyện Tân Thành đã đầu tư xây dựng hàng loạt công trình hạ tầng đô thị mới, như quy hoạch và thi công hệ thống đường nội đô cho thị trấn Phú Mỹ và các xã, các khu dân cư tập trung kiểu mẫu, trung tâm văn hóa thể thao.
Thực hiện chủ trương công nghiệp hóa - hiện đại hóa, chính quyền địa phương đã cho thiết lập nhiều khu công nghiệp trên khu vực huyện Tân Thành. Từ năm 1996 đến nay, lần lượt các khu công nghiệp ra đời, bao gồm: KCN Mỹ Xuân A (1996), KCN Phú Mỹ 1 (1998), Mỹ Xuân B1 (1998), Mỹ Xuân A2 (2001), Cái Mép (2002) và KCN Phú Mỹ 2 (2008).
Thành phố Phú Mỹ là nơi tập trung nhiều khu công nghiệp nhất của tỉnh. Hàng loạt các nhà máy lớn đã xây dựng như: nhà máy nhiệt điện Phú Mỹ 2–1, Phú Mỹ 1, Phú Mỹ 2, Phú Mỹ 3, Phú Mỹ 4, nhà máy thép VINA-KYOEI, nhà máy thép Pomina 2, nhà máy luyện phôi thép Pomina 3, nhà máy phân bón NPK, nhà máy gạch men Mỹ Đức, nhà máy sản xuất thùng phuy, các nhà máy xay lúa mì, bột mì, sản xuất hạt nhựa PVC, sản xuất nhựa đường, sản xuất ống thép, cốt thép, chế biến thực phẩm và thức ăn gia súc.
Thành phố Phú Mỹ là nơi tập trung nhiều khu công nghiệp nhất của tỉnh. Tính đến năm 2023, trên toàn thành phố đã có 9 khu công nghiệp tập trung với tổng số vốn đầu tư 16.3 tỷ USD và 3 cụm công nghiệp. Hàng loạt các nhà máy lớn đã xây dựng như: nhà máy nhiệt điện Phú Mỹ 2 – 1, Phú Mỹ 1, Phú Mỹ 2, Phú Mỹ 3, Phú Mỹ 4, nhà máy thép VINA-KYOEI, nhà máy thép Pomina 2, nhà máy luyện phôi thép Pomina 3, nhà máy phân bón NPK, nhà máy gạch men Mỹ Đức, nhà máy sản xuất thùng phuy, các nhà máy xay lúa mì, bột mì, sản xuất hạt nhựa PVC, sản xuất nhựa đường, sản xuất ống thép, cốt thép, chế biến thực phẩm và thức ăn gia súc.

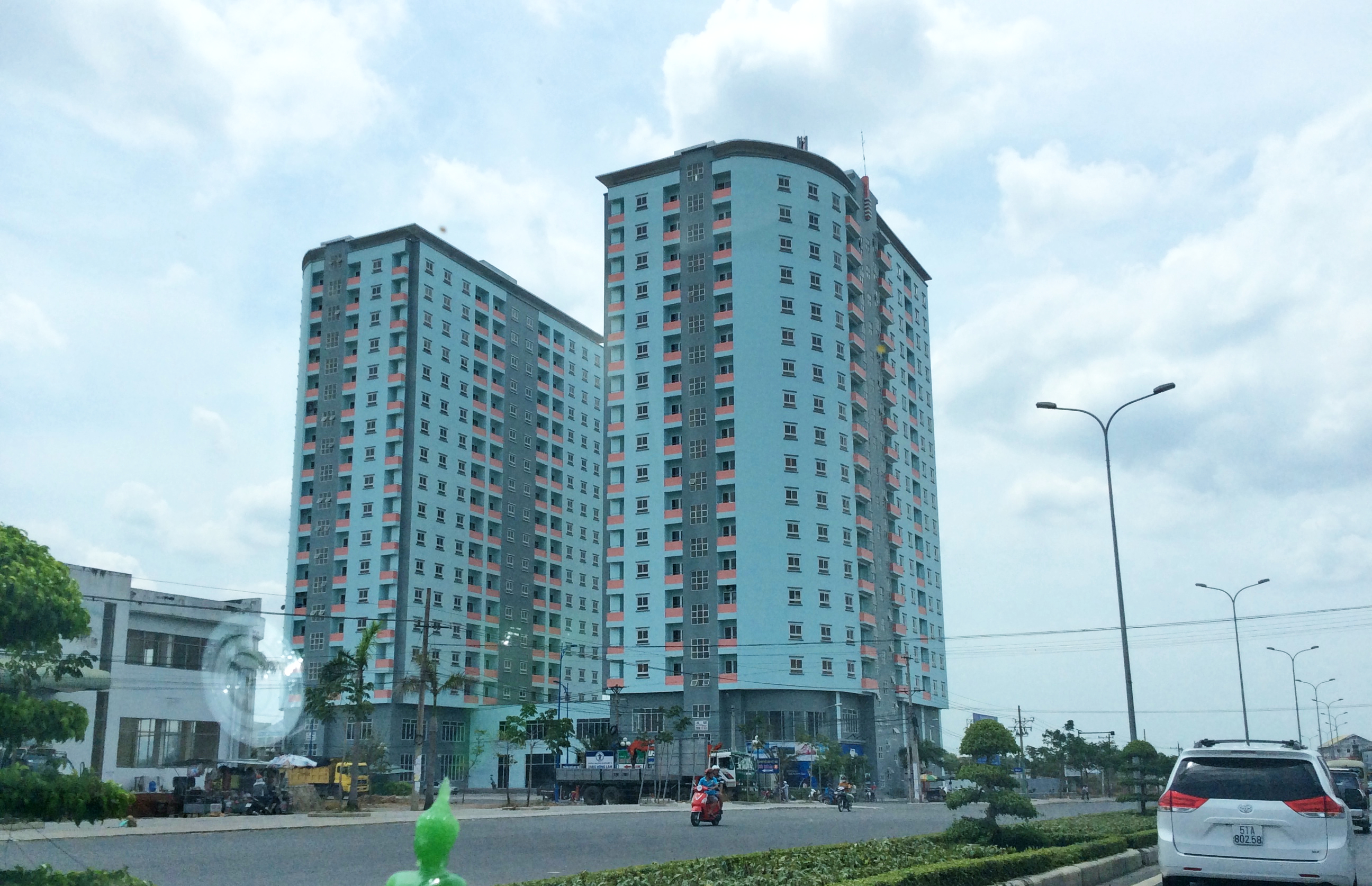
Cao ốc ở trung tâm thành phố Phú Mỹ

Tại thành phố này tập trung các khu công nghiệp nặng và năng lượng lớn, đặc biệt là tại phường trung tâm Phú Mỹ. Khu công nghiệp khí – điện – đạm Phú Mỹ có tổng mức đầu tư hơn 6 tỷ USD với các nhà máy điện có tổng công suất lên đến 3900 MW, chiếm gần 40% tổng công suất điện năng của cả nước, nhà máy đạm Phú Mỹ có công suất 800.000 tấn phân đạm urê và 20.000 tấn amonia/năm. Ngoài ra, còn nhiều dự án nhà máy thép, nhà máy tổng hợp PVC khác tập trung tại đây. Rất nhiều cảng lớn đã được xây dựng bên dòng sông Thị Vải thuộc hệ thống cảng Cái Mép - Thị Vải.

## Xã hội
| Năm  | Dân số        | Nguồn                                  |        |
| ---- | ------------- | -------------------------------------- | ------ |
| 1994 | 73.004        |                                        |        |
| 2009 | 107.000       | Thống kê năm 2009                      |        |
| 2015 | 171.139       | Website thành phố Phú Mỹ               | [ 22 ] |
| 2017 | 153.643       |                                        |        |
| 2018 | 175.872       | Nghị quyết 492 thành lập thị xã Phú Mỹ |        |
| 2019 | 221.030       |                                        |        |
| 2023 | 195.591 người | [ 23 ]                                 |        |
| 2024 | 287.055       | [ 24 ]                                 |        |

Tính đến năm 2022, trên toàn thành phố có 16 dân tộc thiểu số như: Châu Ro, Hoa, Nùng, Mường... với 1.384 hộ/5.575 nhân khẩu, chiếm tỷ lệ 3% dân số toàn thành phố.

### Tôn giáo

#### Phật giáo

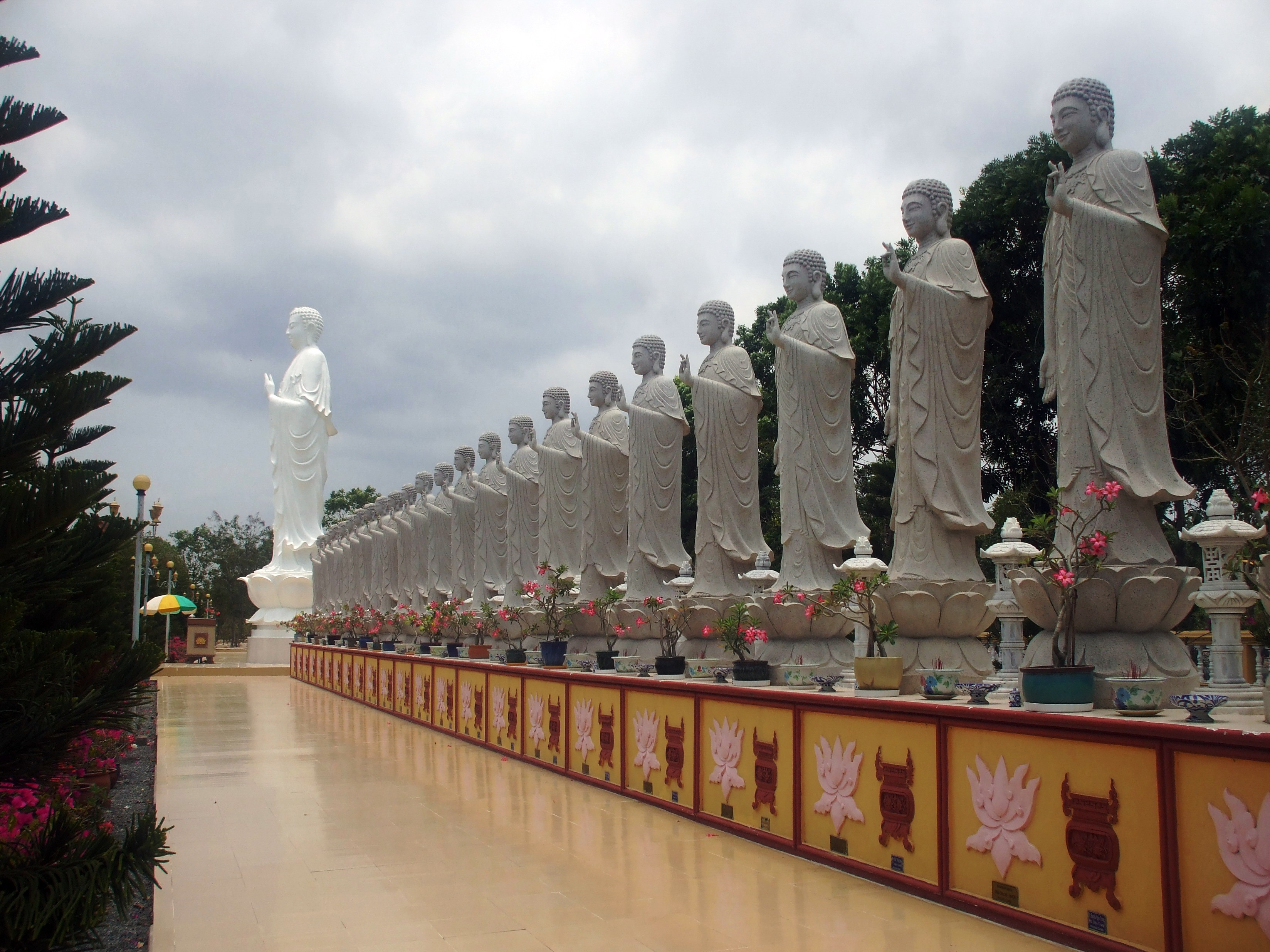
Vườn tượng trong chùa Đại Tòng Lâm

Phật giáo xuất hiện tại Phú Mỹ từ khoảng thế kỷ 16-17 cùng với đoàn người định cư từ miền ngoài. Trong thời kháng chiến, các chùa chiền, tịnh viện ở Núi Dinh là nơi che chở, nuôi dấu lực lượng cách mạng.
Thành phố có quần hội rất đông tăng ni và cơ sở thờ tự Phật giáo. Theo Ban trị sự Phật giáo tỉnh Bà Rịa – Vũng Tàu, tính đến đầu năm 2017, trên địa bàn thành phố Phú Mỹ tập trung nhiều chùa chiền Phật giáo nhất tỉnh, với 200/430 cơ sở thờ tự. Các cơ sở này đa dạng về hình thức như chùa, tịnh xá, thiền viện, tu viện, và tịnh thất. Số lượng tăng ni tổng cộng có 2.988 vị, với 1.210 tăng và 1.778 ni. Ngoài ra, còn có 1 trường Trung cấp Phật học đặt tại Chùa Đại Tòng Lâm.
Công tác Phật sự do Ban trị sự Giáo hội Giáo hội Phật giáo Việt Nam thành phố Phú Mỹ đặt trụ sở tại Chùa Đại Tòng Lâm đảm nhiệm. Số phật tử trên toàn thành phố là 35.732 người.

#### Công giáo

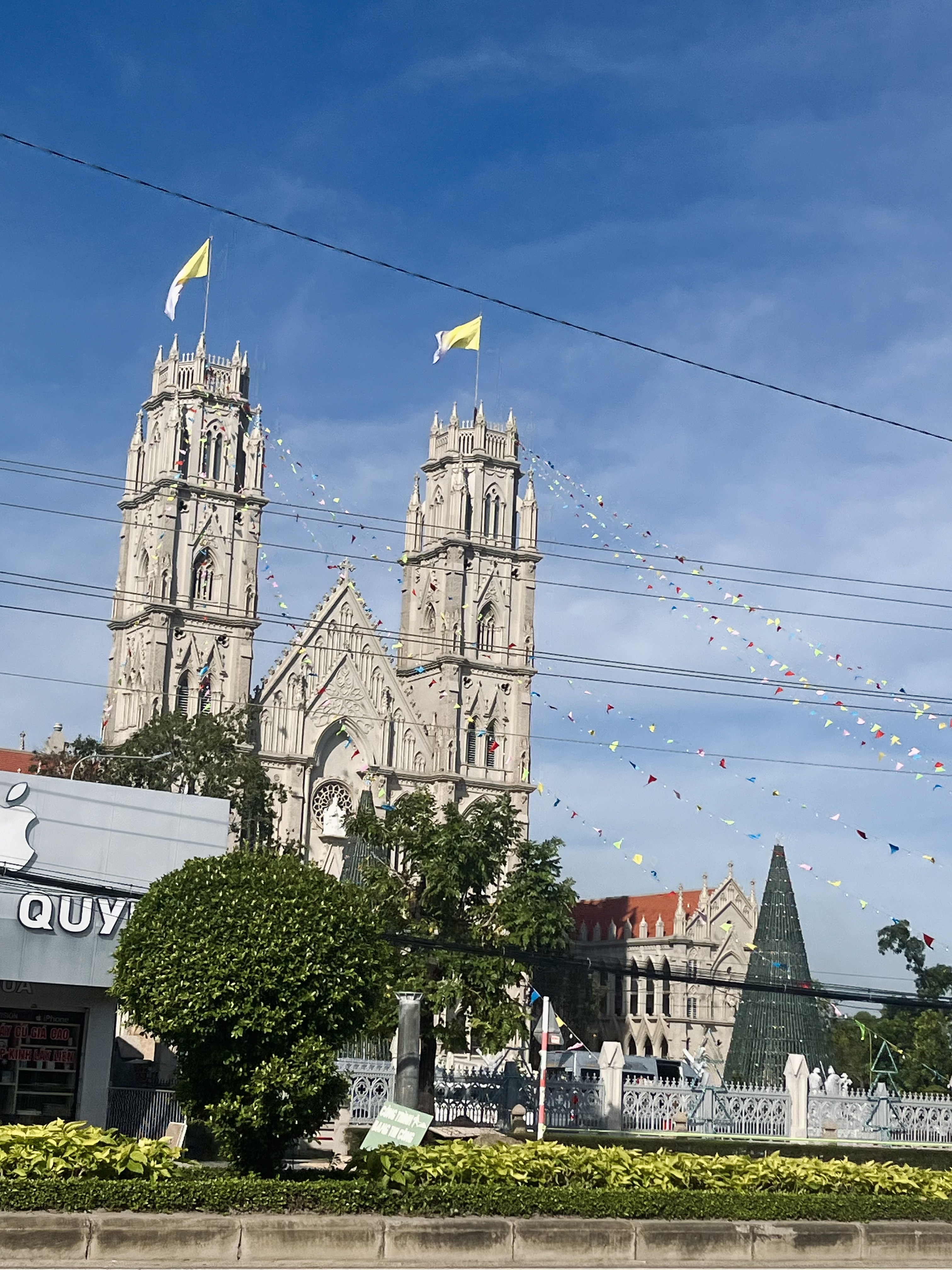
Nhà thờ Song Vĩnh

Cộng đồng Công giáo chiếm số tín đồ lớn nhất 49.689 người. Cộng đồng này xuất hiện từ thời điểm của cuộc di cư 54, khi chính quyền Ngô Đình Diệm đưa giáo dân từ miền Bắc vào Nam, và các cuộc di cư, khai hoang sau ngày thống nhất đến nay.
Trên địa bàn thành phố có 13 giáo xứ Công giáo nằm trong địa hạt của giáo hạt Long Hương, Giáo phận Bà Rịa. Có 3 cơ sở tu viện là Tu viện Mân Côi, Dòng nữ trợ thế Thánh Tâm Chúa Giêsu và Đan viện Xi tô Thánh mẫu Phước Sơn. Ngoài ra, có 1 Chủng viện (Đại chủng viện Thánh Tôma) tại phường Phước Hòa. Phần đông các nhà thờ và tu viện này này tọa lạc trên tuyến Quốc lộ 51.

#### Các tôn giáo khác
Về đạo Tin lành, hiện có 3 chi hội và điểm nhóm thờ tự liên kết với Hội thánh Tin lành Việt Nam miền Nam gồm các điểm: Tân Thành, Tân Phước và Hắc Dịch.
Đạo Cao đài có 2 thánh sở tại Mỹ Xuân và Tân Hòa, đều thuộc Hội thánh Cao đài Tòa thánh Tây Ninh.
Ngoài ra, còn có 3 đình làng tín ngưỡng dân gian người Việt tại các phường Mỹ Xuân, Phú Mỹ và Phước Hòa.

## Giao thông
Theo quy hoạch, với lợi thế riêng về luồng nước sâu, cảng Thị Vải sẽ là cảng biển chính của hệ thống Cảng Sài Gòn trong tương lai gần. Thành phố Phú Mỹ cách sân bay Quốc tế Long Thành 30 km đường bộ.
Đường cao tốc Biên Hòa – Vũng Tàu dự kiến có chiều dài tuyến 77,6 km trong đó đoạn Biên Hòa – Phú Mỹ dài 38 km, Phú Mỹ – đường ven biển Vũng Tàu dài 28 km, đoạn nối từ đường ven biển Vũng Tàu – QL51C dài 2,8 km và đoạn nối Phú Mỹ – QL51 (vào cảng Cái Mép – Thị Vải) dài 8,8 km.
Đường vành đai 4 với thiết kế chuẩn cao tốc với 12 làn xe kết nối từ cảng biển quốc tế Cái Mép về sân bay quốc tế Long Thành. Đây sẽ là tuyến đường chính thay thế cho QL51 trong tương lai. Hiện đã được Thủ tướng chính phủ phê duyệt vào năm 2013, dự kiến khởi công 2023.

## Kết nghĩa
- Thành phố Monterey Park, quận Los Angeles, bang California, Hoa Kỳ.[28]